# Gisela Bolaños
Gisela Bolaños Scarton (Valencia, 5 aprile 1935 – Valencia, 8 novembre 2013) è stata una modella venezuelana, eletta Miss Venezuela nel 1953.
La modella è stata la rappresentante ufficiale del Venezuela a Miss Universo 1953, concorso tenuto a Long Beach, California, il 17 luglio 1953, dove la modella non è però riuscita a classificarsi fra le ultime quindici finaliste del concorso.